# Tel Aviv Pioneers 2013-2014
Questa voce raccoglie le informazioni riguardanti i Tel Aviv Pioneers nelle competizioni ufficiali della stagione 2013-2014.

## Israel Football League 2013-2014

### Stagione regolare
| 6 dicembre 2013 | Tel Aviv Pioneers | 48 – 26 (28-6 0-6 12-8 8-6) | Haifa Underdogs |  |

| 20 dicembre 2013 | Tel Aviv Pioneers | 24 – 36 (8-8 12-20 0-8 4-0) | Ramat HaSharon Hammers | (52 spett.) |

| 9 gennaio 2014 | Jerusalem Lions | 26 – 18 (d.t.s.) (0-0 6-6 6-0 6-12 8-0) | Tel Aviv Pioneers | (110 spett.) |

| 17 gennaio 2014 | Tel Aviv Pioneers | 54 – 14 (6-6 16-8 14-0 18-0) | Jerusalem Kings | (43 spett.) |

| 24 gennaio 2014 | Tel Aviv Pioneers | 20 – 0 (a tavolino) | Tel Aviv-Jaffa Sabres |  |

| 8 febbraio 2014 | Petah Tikva Troopers | 20 – 44 (0-0 0-8 0-14 20-22) | Tel Aviv Pioneers |  |

| 14 febbraio 2014 | Nahariya Northern Stars | 0 – 68 (0-16 0-28 0-16 0-8) | Tel Aviv Pioneers |  |

| 28 febbraio 2014 | Tel Aviv Pioneers | 70 – 0 (20-0 22-0 20-0 8-0) | Beersheva Black Swarm | (21 spett.) |

| 6 marzo 2014 | Rehovot Silverbacks | 22 – 68 (0-24 0-12 6-24 16-8) | Tel Aviv Pioneers |  |

| 20 marzo 2014 | Judean Rebels | 55 – 44 (6-8 21-20 16-0 12-16) | Tel Aviv Pioneers | (130 spett.) |

### Playoff
| 28 marzo 2014 | Tel Aviv Pioneers | 50 – 28 (14-0 12-20 0-8 24-0) | Petah Tikva Troopers | (70 spett.) |

| 19 marzo 2014 | Judean Rebels | 32 – 38 (8-8 8-16 0-8 16-6) | Tel Aviv Pioneers | (176 spett.) |

| 26 marzo 2014 | Tel Aviv Pioneers | 80 – 28 (30-6 22-0 22-14 6-8) | Jerusalem Lions | (700 spett.) |

### Statistiche di squadra
| Competizione | %Vittorie | In casa | In casa | In casa | In casa | In casa | In casa | In trasferta | In trasferta | In trasferta | In trasferta | In trasferta | In trasferta | Totale | Totale | Totale | Totale | Totale | Totale |
| Competizione | %Vittorie | G       | V       | N       | P       | Pf      | Ps      | G            | V            | N            | P            | Pf           | Ps           | G      | V      | N      | P      | Pf     | Ps     |
| ------------ | --------- | ------- | ------- | ------- | ------- | ------- | ------- | ------------ | ------------ | ------------ | ------------ | ------------ | ------------ | ------ | ------ | ------ | ------ | ------ | ------ |
| Campionato   | .700      | 5       | 4       | 0       | 1       | 216     | 76      | 5            | 3            | 0            | 2            | 242          | 123          | 10     | 7      | 0      | 3      | 458    | 199    |
| Playoff      | 1.000     | 2       | 2       | 0       | 0       | 130     | 56      | 1            | 1            | 0            | 0            | 38           | 32           | 3      | 3      | 0      | 0      | 168    | 88     |
| Totale       | .769      | 7       | 6       | 0       | 1       | 346     | 132     | 6            | 4            | 0            | 2            | 280          | 155          | 13     | 10     | 0      | 3      | 626    | 287    |